# Eucalyptus baeuerlenii
Eucalyptus baeuerlenii är en myrtenväxtart som beskrevs av Ferdinand von Mueller. Eucalyptus baeuerlenii ingår i släktet Eucalyptus och familjen myrtenväxter. Inga underarter finns listade i Catalogue of Life.